# Liste der Naturdenkmale in Kirkel
Die Liste der Naturdenkmale in Kirkel nennt die auf dem Gebiet der Gemeinde Kirkel im Saarpfalz-Kreis im Saarland gelegenen Naturdenkmale.

## Naturdenkmale
| Bild                          | Bezeichnung                    | Ort                                     | Beschreibung                            | Art | Nr.                            |
| ----------------------------- | ------------------------------ | --------------------------------------- | --------------------------------------- | --- | ------------------------------ |
| mehr Fotos \| Fotos hochladen | Felsenpfad mit „Hollerlöchern“ | Kirkel 49° 17′ 9,5″ N, 7° 14′ 56,5″ O)  |                                         |     | ND-315-SPK-KIR (ex: D 6.04.01) |
| Fotos hochladen               | „Paulusfelsen“                 | Kirkel 49° 17′ 11,6″ N, 7° 15′ 51,7″ O) |                                         |     | ND-316-SPK-KIR (ex: D 6.04.02) |
| Fotos hochladen               | „Frauenbrunnen“                | Kirkel 49° 16′ 54,2″ N, 7° 14′ 43,8″ O) |                                         |     | ND-317-SPK-KIR (ex: D 6.04.03) |
| Fotos hochladen               | „Silbersandquelle“             | Kirkel 49° 17′ 52,8″ N, 7° 13′ 54,7″ O) |                                         |     | ND-318-SPK-KIR (ex: D 6.04.04) |
| BW                            | „Braut und Bräutigam“          | Kirkel 49° 16′ 6,6″ N, 7° 11′ 20,3″ O)  | Frohnsbachtal                           |     | ND-319-SPK-KIR (ex: D.6.04.05) |
| BW                            | ND geplant: Eiche Reithalle    | Kirkel 49° 18′ 46,1″ N, 7° 16′ 1,5″ O)  | Eiche an der Reithalle (Kirkel-Limbach) |     |                                |